# Sony Ericsson Bangalore Open 2006
Sony Ericsson Bangalore Open 2006 - жіночий тенісний турнір, що проходив у Бенгалуру (Індія). Належав до турнірів 3-ї категорії в рамках Туру WTA 2006. Тривав з 13 до 19 лютого 2006 року.

## Учасниці

### Сіяні учасниці
| Player           | Країна    | Сіяна |
| ---------------- | --------- | ----- |
| Саня Мірза       | Індія     | 1     |
| Шахар Пеєр       | Ізраїль   | 2     |
| Мара Сантанджело | Італія    | 3     |
| Сібіль Баммер    | Австрія   | 4     |
| Накамура Айко    | Японія    | 5     |
| Єлена Костанич   | Хорватія  | 6     |
| Олена Весніна    | Росія     | 7     |
| Емма Лайне       | Фінляндія | 8     |

### Інші учасниці
Нижче наведено гравчинь, які пробились в основну сітку через стадію кваліфікації:
- Катарина Кашликова
- Даніела Кікс
- Алла Кудрявцева
- Тетяна Пучек

Учасниці, що отримали вайлд-кард на участь в основній сітці
- Анкіта Бгамбрі
- Рушмі Чакравартхі
- Іша Лахані

## Фінальна частина

### Одиночний розряд
Мара Сантанджело —  Єлена Костанич, 3–6, 7-6(7–5), 6–3

### Парний розряд
Лізель Губер /  Саня Мірза —  Анастасія Родіонова /  Олена Весніна, 6–3, 6–3